# Heteroclytomorpha inaequalis
Heteroclytomorpha inaequalis är en skalbaggsart som beskrevs av Aurivillius 1908. Heteroclytomorpha inaequalis ingår i släktet Heteroclytomorpha och familjen långhorningar. Inga underarter finns listade i Catalogue of Life.